# Moritz Kaposi
Moritz Kaposi, alla nascita: Mór Kohn (Kaposvár, 23 ottobre 1837 – Vienna, 6 marzo 1902), è stato un dermatologo ungherese, professore all'Università di Vienna, noto per aver descritto per primo alcune patologie quali il sarcoma di Kaposi, l'Eczema herpeticum e lo Xeroderma pigmentosum.

## Biografia
Nacque in Ungheria, appartenente all'epoca all'Impero austriaco, in una famiglia povera di religione israelita. Riuscì a studiare medicina all'Università di Vienna, laureandosi nel 1861 con Ferdinand von Hebra, il fondatore della moderna dermatologia. Si convertì al cattolicesimo cambiando il primitivo cognome «Kohn» con «Kaposi», un cognome che ricordava la città natale. Lavorò dal 1862 al 1867 con Hebra, di cui successivamente sposerà la figlia Martha.
Kaposi dette numerosi contributi alla dermatologia e alla sifilografia. Privatdozent di dermatologia nel 1866, professore all'Università di Vienna nel 1875 succederà a Hebra nella cattedra di dermatologia nel 1880, nel 1889 fu eletto al consiglio di stato (Hofrat).

## Scritti
Kaposi fu uno scrittore molto prolifico. La lista delle sue pubblicazioni fino al 1899 contava 122 lavori. Una scelta:
- Lehrbuch der Hautkrankheiten (1878, con Ferdinand von Hebra)
- Pathologie und Therapie der Hautkrankheiten in Vorlesungen für praktische Ärzte und Studierende (1880)
- Pathologie und Therapie der Syphilis (1881)
- Handatlas der Hautkrankenheiten (1879)
- Idiopathisches multiples Pigmentsarkom der Haut (1872) Arch Dermatol Syph 4:265-73 (articolo originale in cui si descrive il Sarcoma di Kaposi); tradotto in inglese in CA Cancer J Clin 1982;1982(32):342-7.